# Západní Chan
Dynastie Západní Chan (西漢) byla dynastie císařů vládnoucí Číně v období let 202 př. n. l. až 9 n. l., která vystřídala u moci krátkodobou, ale významnou dynastii Čchin. Hlavní město se nacházelo v Čchang-anu (dnešním Si-anu). 
Nejznámějším císařem této dynastie byl Wu-ti (vládl v letech 141–86 př. n. l.). Za jeho vlády dosáhla Čína největších úspěchů. Kočovné kmeny asijských Hunů (Siungnuové), které do té doby Chany terorizovaly (ale Číňané s nimi např. uzavírali sňatky), byly vytlačeny na východ. Rovněž bylo rozšířeno čínské území, což napomohlo obchodu. Na západ sahala tehdejší Čína až k řekám Syrdarja a Amudarja, rovněž byla připojena severní Korea a jižní Mandžusko. 
Obchodovalo se s hedvábím a do Číny byla přivezena např. vinná réva. 
Západní Chan skončil rokem 9 n. l. Již koncem 1. století př. n. l. se k moci dostával rod Wang, rod císařovny-vdovy Wang Čeng-Ťün. Vnuk císařovny-vdovy Wang Mang se stal regentem a následně se prohlásil císařem nové („obnovené“) dynastie Sin. Tím byla dynastie Chan přerušena na 15 let. Potomci dynastie Chan se však v období lidových bouří a povstání rudých obočí dostali k moci zpět; toto období bývá označováno jako pozdní Chan nebo Východní Chan.